# Mafia
Mafia wird heute in einem allgemeineren Sinn als Synonym für organisierte Kriminalität oder als Bezeichnung eines kriminellen Geheimbundes verstanden. Im spezifischeren Sinne ist es eine zusammenfassende Bezeichnung für alle oder einzelne ursprünglich in Italien beheimateten Formen der organisierten Kriminalität (vgl. Italienische Mafia), insbesondere die Cosa Nostra. Die italienische Mafia agiert aber auch außerhalb Italiens, besonders in Deutschland (vgl. Italienische Mafia in Deutschland) und den USA. Darüber hinaus werden heute auch vergleichbare kriminelle Geheimbünde in anderen Ländern „Mafia“ genannt, zum Beispiel die russische Mafia, die albanische Mafia, die Yakuza in Japan („japanische Mafia“) oder die Triaden in China („chinesische Mafia“). In übertragenem pejorativem Sinne wird die Bezeichnung auch im Sinne für Gruppen korrupter Personen gebraucht.

## Begriffsgeschichte

### Wortherkunft
Der Ursprung des Wortes Mafia ist unsicher. Mafioso gilt als das ältere Wort: Wahrscheinlich entstand mafia in der sizilianischen Sprache aus dem älteren Adjektiv mafiusu. Dieses war im 19. Jahrhundert in Sizilien gebräuchlich und hatte, auf Männer bezogen, die Bedeutungen „angeberisch“, „arrogant“, „stolz“, aber auch „furchtlos“ und „wagemutig“ (laut Diego Gambetta im Anschluss an Giuseppe Pitrè). Entsprechend die Substantivierung: Ein mafiusu war ein Angeber oder ein stolzer oder mutiger Mann. Bei Frauen bedeutete mafiusa „schön“; eine  mafiusa oder mafiusedda war ein schönes Mädchen.
Insbesondere die weitere Herkunft des sizilianischen Adjektivs mafiusu ist unklar und Gegenstand von Spekulationen. Da sich keine plausible Herkunft aus dem Lateinischen oder dem Griechischen finden lässt, wird oft eine Herkunft aus dem Arabischen angenommen. Es ist aber unklar, welches arabische Wort die Quelle gewesen sein könnte. In Betracht gezogen wurden unter anderem:
- màha – „Höhle“, „Grotte“ (mafie nannte man in der sizilianischen Sprache schutzbietende Höhlen in der Gegend zwischen Trapani und Marsala)
- mahias – „angeberisch, überheblich, dreist“
- marfud – „zurückgewiesen“; laut Diego Gambetta[4] und Claudio Lo Monaco[6] eine plausible Etymologie
- mu‘āfāh – „Sicherheit“, „Schutz“
- Ma‘āfir – ein sarazenischer Stamm, der von 831 bis 1072 in Palermo regierte

Aber auch eine Herkunft von mafia aus einem Dialekt in Mittel- oder Norditalien wurde erwogen oder behauptet:
- Toskanischer Dialekt: malfusso – ungläubig, diskreditiert, Krimineller (nachweisbar seit dem 15. Jahrhundert). Im Falle der Abstammung aus dem Toskanischen wäre die Verbreitung des Wortes mafia in Sizilien erst nach der Landung Giuseppe Garibaldis (1860) wahrscheinlich, ähnlich wie bei anderen toskanischen Wörtern. Gegen diese Herleitung spricht, dass das sizilianische Wort mafiusu deutlich älter ist.
- Piemontesischer Dialekt: mafi, mafio oder mafiun – kleinwüchsiger, missgestalteter Mensch; Rüpel, Bauer ohne Manieren, der weder spricht noch antwortet, Dieb (seit 1830 im mundartlichen Wörterbuch von Casimiro Zalli eingetragen).
- Das Novo Vocabolario siciliano-italiano (Auflage 1876) behauptete ohne Nachweis, mafia sei ein piemontesisches Wort.[7]

Vereinzelt wurde versucht, mafia als Akronym zu interpretieren:
- M.A.F.I.A. – Morte Alla Francia, Italia Anela = „Den Tod Frankreichs ersehnt sich Italien“ (möglicher Schlachtruf bei der Sizilianischen Vesper 1282)
- M.A.F.I.A. – Mazzini Autorizza Furti Incendi Avvelenamenti = „Mazzini befiehlt Raub, Brandstiftung und Giftmorde“ (als Parole des Geheimbundes um Giuseppe Mazzini)

### Entstehung der heutigen Bedeutung
Die ausschlaggebende Prägung des Begriffs mafioso ergab sich laut Giuseppe Pitrè durch die im Gefängnis von Palermo spielende Komödie I mafiusi di la Vicaria („Die Mafiosi des Gefängnisses von Vicaria“), die 1863 uraufgeführt und bald vom Sizilianischen ins Italienische, Mailändische und Neapolitanische übersetzt wurde. Die Gefangenen in dem Stück gehören einer Vereinigung an, die Einfluss auf die Verwaltung und Politik in Sizilien beansprucht. Auch Elemente wie ein Initiationsritual, Erpressung, ein Schweigegebot (umirtà genannt, heute omertà) und das um den Respekt kreisende Verhalten der Gefangenen erinnern an die Mafia. Die Komödie veranlasste die Menschen in Palermo dazu, eine zuvor nicht einheitlich benannte kriminelle Organisation mit diesen Merkmalen Mafia zu nennen.
Am 25. April 1865 ging das Wort in die Verwaltungssprache Italiens ein, als Filippo Antonio Gualterio, der neue Präfekt von Palermo, in einem vertraulichen Bericht an den Innenminister eine kriminelle Vereinigung in Sizilien erwähnte und diese Maffia nannte. Im August 1865 erhielt er ein vertrauliches Schreiben, in dem stand, einige Angehörige der „Maffia-Partei“ seien verhaftet worden. Es dauerte noch mindestens fünfzehn Jahre, bis sich die heutige Bedeutung von Mafioso im Sprachgebrauch der Beamten festigte. In der Anfangszeit bezeichneten sie unter anderem auch Straßenräuber, Hehler, Wehrdienstverweigerer und Deserteure als „Mafiosi“.
Im Englischen ist mafioso ab 1870 nachweisbar, mafia ab 1875. Im Novo Vocabolario siciliano-italiano wurden die neuen Bedeutungen von mafia und mafiusu erstmals in der dritten Auflage (1876) verzeichnet: mafia wurde nun als Synonym für camorra definiert, mafiusu als „Angehöriger der Mafia“.

### Verallgemeinerung des Begriffs
Ursprünglich wurde das Wort mafia auf die Cosa Nostra in Sizilien bezogen, bald auch auf die anderen Organisationen der italienischen Mafia, beispielsweise die Camorra in Kampanien. Die Bedeutungserweiterung setzte sich fort, indem die Bezeichnung zunehmend auch auf kriminelle Organisationen in anderen Ländern angewendet wurde, die der italienischen Mafia ähneln. Eine Mafia in diesem allgemeineren Sinn ist eine gewalttätige und verschworene Geheimgesellschaft oder ein krimineller Klan mit Aktivitäten in typischen Geschäftsfeldern. Dazu zählen unter anderem Prostitution, Menschenhandel, Drogenhandel, Erpressung (insbesondere Schutzgelderpressung), Glücksspiel und Subventionsbetrug. Dieser Sprachgebrauch herrscht in vielen Massenmedien vor. Der Duden gibt für Mafia verkürzend die Bedeutung „erpresserische Geheimorganisation“ an.
Die Umgangssprache verallgemeinert noch weiter und verwendet Mafia als Synonym für kriminelle Organisation beziehungsweise organisierte Kriminalität überhaupt. Dies zeigt sich in Komposita wie Drogenmafia, Wettmafia, Zigarettenmafia. Bei einigen dieser Wortbildungen liegt übertragener Wortgebrauch vor. Beispielsweise dient der Ausdruck Gesundheitsmafia dazu, die Pharmaindustrie und andere Bestandteile des Gesundheitssystems als ebenso mächtig und skrupellos wie die Mafia darzustellen.
In der Fachsprache wird die Bezeichnung Mafia bevorzugt nur für die italienische Mafia verwendet. Beispielsweise protestierte Giovanni Falcone gegen den aus seiner Sicht inflationären Gebrauch des Wortes. Dieser schließe alle möglichen Erscheinungsformen der organisierten Kriminalität ein, die „wenig oder nichts“ mit der „Mafia“ (er meinte die italienische Mafia) zu tun hätten.

## Italienische Mafia
Die Cosa Nostra in Sizilien weist eine Reihe von Merkmalen auf, die sie von anderen kriminellen Vereinigungen unterscheiden. Dazu zählen die hierarchische und streng patriarchale Struktur und ein Ehrenkodex. Dieser verlangt strengsten Gehorsam von den Mitgliedern und schließt die für einen Geheimbund typische Schweigepflicht gegenüber Außenstenden ein (Omertà). Diese Merkmale finden sich in ähnlicher Form in den anderen Syndikaten der italienischen Mafia.
Die italienische Mafia ist heute in zahlreichen Ländern aktiv, nicht zuletzt in Deutschland, wo sie in großem Umfang Geld wäscht (siehe Italienische Mafia in Deutschland).

## Andere „Mafia“-Organisationen
Zumindest außerhalb der Fachsprache werden außer der italienischen Mafia auch weitere kriminelle Organisationen oft als „Mafia“ bezeichnet, obwohl sie nur teilweise dieselben Merkmale und dieselben Aktivitäten aufweisen wie das namensgebende italienische Vorbild. Dazu zählen unter anderem:
- die albanische Mafia
- die georgische Mafia
- die israelische Mafia
- die korsische Mafia
- die sogenannte russische Mafia (zu dieser zählen beispielsweise auch die armenische Mafia und die tschetschenische Mafia)
- die serbische Mafia
- die türkische Mafia
- die ukrainische Mafia
- die Mafia in den USA (siehe amerikanische Cosa Nostra)

und in Ostasien:
- die chinesische Mafia (siehe Triaden)
- die japanische Mafia (siehe Yakuza)

Bei anderen kriminellen Organisationen ist die Bezeichnung „Mafia“ weniger üblich, obwohl sie durchaus Ähnlichkeiten aufweisen. Beispielsweise spricht man im Fall von Mexiko in der Regel von Drogenkartellen und nicht von der „mexikanischen Mafia“.
Siehe auch Mafiaähnliche Organisationen im Artikel Organisierte Kriminalität.

## „Mafiastaat“ und mafiöse staatliche Strukturen
Im Jahr 2004 wurde der Begriff Mafiastaat von Alexander Litwinenko möglicherweise erstmals verwendet. Ein Mafiastaat entsteht entweder dadurch, dass ein Staat von der Unterwelt gekapert wird, oder indem Politiker zusammen mit Oligarchen den Staat in eine Fassade verwandeln und von innen her korrumpieren. Die Ähnlichkeit besteht im Vorhandensein eines „Paten“, der die total loyale „Familie“ kontrolliert und die Reichtümer und Besitzrechte des Landes an seinen „Dienstadel“ verteilt, ähnlich neofeudalen Systemen. Der Mafiastaat ist „die privatisierte Form des parasitischen Staats“ (Bálint Magyar).
Stephan Bierling bezeichnet Russland unter Wladimir Putin als „am weitesten fortgeschritten beim Umbau des Landes in einen Mafiastaat“, und auch der oppositionelle russische Politiker Grigori Jawlinski verwendete diesen Ausdruck. Als weitere Beispiele nennt Moisés Naím Bulgarien, Guinea-Bissau, Montenegro, Myanmar, Ukraine, Nordkorea, Afghanistan und Venezuela. Entwicklungstendenzen wurden für die Türkei, Südafrika, Ungarn, Israel, Malta, die Slowakei, den Iran, die Philippinen, Aserbaidschan, Kasachstan, den Irak, Syrien, den Libanon und Moldawien dargestellt.
Mafiöse staatliche Strukturen wurden auch in westlichen Demokratien diskutiert: So wurden sowohl dem US-Präsidenten Donald Trump als auch der der deutschen Bundeskanzlerin Angela Merkel Eigenschaften eines Paten zugeschrieben.

## Filme
- Albanien: das Gesetz der Mafia. Reportage, Frankreich, 2007, 22:37 Min. Buch und Regie: Frédéric Vassort und Jean Paul Llmazares, Produktion: arte, Mano a Mano.
- Spielfilme: Liste von Mafiafilmen